# Garnering

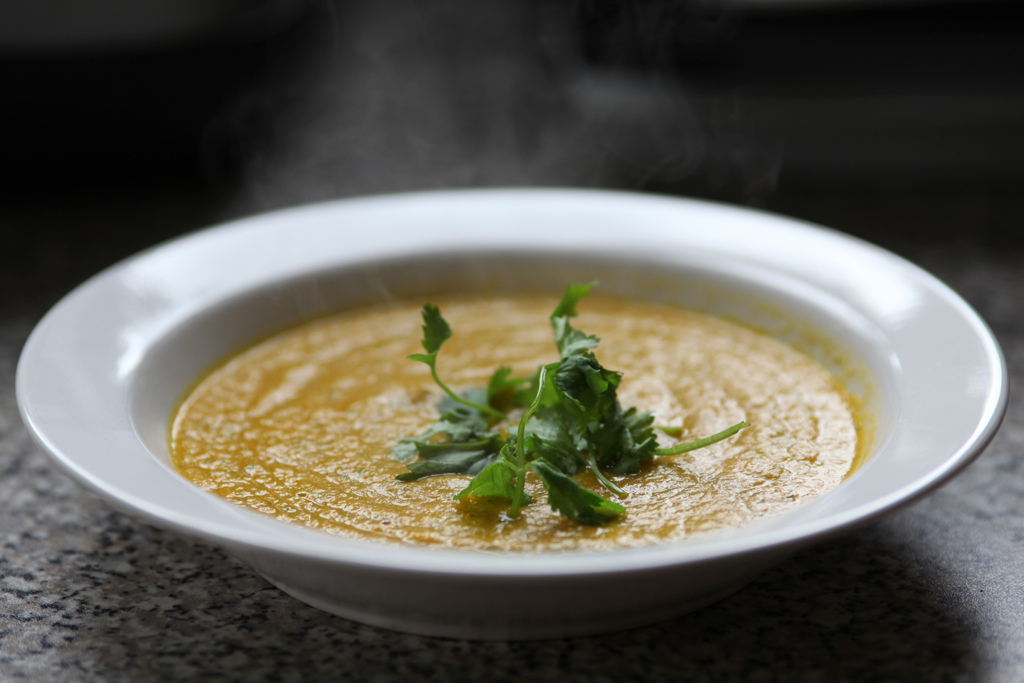
Wortelsoep gegarneerd met peterselie

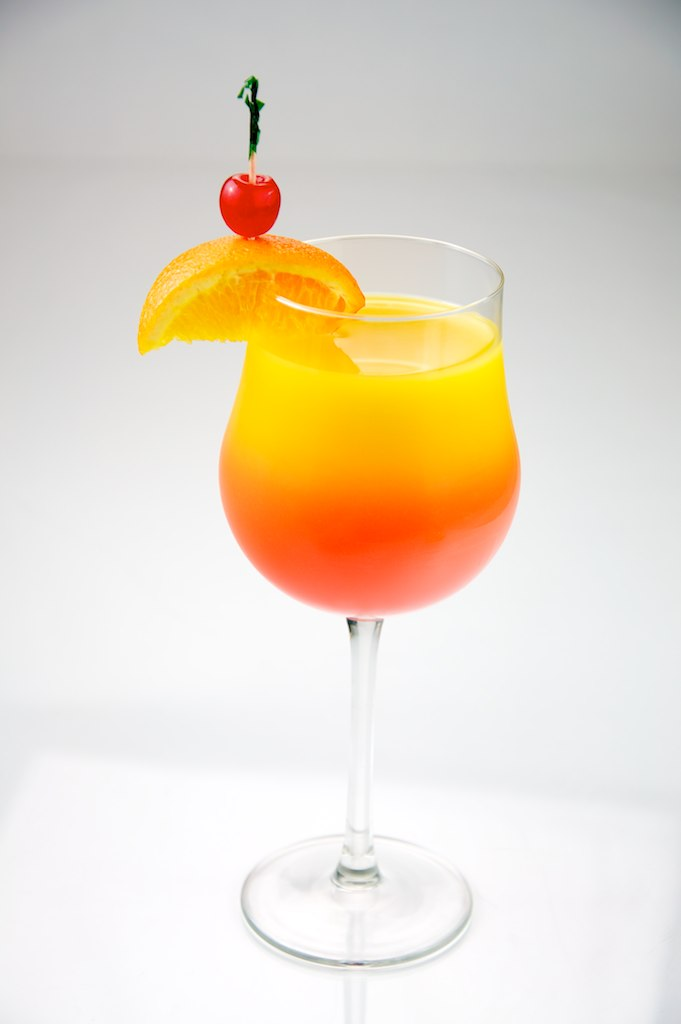
Cocktail 'Tequila Sunrise' met een garnering van sinaasappel en een maraschinokers

Een garnering of topping (een Anglicisme; van het Engels: 'on top') is extra toevoeging die als 'aankleding' bovenop of naast een gerecht wordt gelegd of gestrooid. Hiervoor kunnen allerlei voedingsmiddelen gebruikt worden. In de regel dient de garnering wel eetbaar te zijn en dient deze iets van smaak toe te voegen aan het gerecht. Daarnaast is er het visuele aspect: de garnering wordt gebruikt om het gerecht mooi 'op te maken'.
Voorbeelden:
- slagroom of een andere romige garnering op zoet gebak
- chocolade of fruit of een muntblaadje op gebak of desserts
- nootjes of zaden als toevoeging bij een Poké bowl
- ingrediënten waarmee ramen wordt belegd, zoals bosui of zeewier
- groenten, vlees en/of vleeswaren op een pizza
- een schijfje sinaasappel of takje rode besjes op de rand van een glas met een cocktail